# الإجهاض في المجر
الإجهاض مقبول قانونيًا في المجر بدءًا من عام 1953, وكان أحدث تغيير لقوانين الإجهاض هو القانون رقم LXXIX لعام 1992 بشأن حماية حياة الجنين. بموجب القوانين الحالية, يمكن إجراء عمليات الإجهاض لمدة تصل إلى 12 أسبوعًا ولكن يمكن تمديدها حتى 24 أسبوعًا في ظروف معينة.
يتطلب الوصول إلى الإجهاض أن تحصل المرأة على شهادة من طبيب أمراض النساء لتأكيد الحمل ثم طلب المشورة من قابلة في خدمة حماية الأسرة مرتين على الأقل وانتظر 72 ساعة قبل إجراء العملية.

## الإجراء
تتأثر هنغاريا بالكاثوليكية الرومانية, وعلى الرغم من أن الإجهاض قانوني, إلا أنه ليس من السهل الوصول إليه: يجب أن تمر النساء بإجراء محدد يتضمن الاستشارة وفترة انتظار وشهادة من قابلة من أجل الحصول على الإجهاض.
لإنهاء الحمل, يجب على المرأة (وإذا أمكن) الأب مقابلة خدمة حماية الأسرة مرتين على الأقل لتلقي معلومات حول إنهاء الحمل. يجب على المرأة إحضار خطاب من طبيبها النسائي لتأكيد الحمل وستقدم القابلة المدربة تدريباً خاصاً في خدمة حماية الأسرة معلوماتها لاختيار حل آخر. إذا كانت المرأة لا تزال تريد الإجهاض, فعليها العودة في غضون 72 ساعة. ستوفر الموظفة لها معلومات حول عملية الإنهاء وإصدار إحالة إلى المستشفى يجب على المرأة (وإذا أمكن) الأب, التوقيع. في يوم الإجهاض, يمكن للمرأة أن تذهب إلى المؤسسة الصحية التي تختارها ويجب عليها مرة أخرى التوقيع على المستندات التي تؤكد إنهاء حملها. وفقا للجنة القضاء على التمييز ضد المرأة, فإن الاستنكاف الضميري بين الأطباء الهنغاريين يشكل عقبة أمام الإجهاض.